# Fernando Remacha
Fernando Remacha Villar (Tudela, Navarra, 15 de diciembre de 1898-Pamplona, 21 de febrero de 1984) fue un compositor español, probablemente el compositor navarro más relevante  del siglo XX.

## Biografía
Inició los estudios de violín en Tudela y más tarde en Pamplona con Aramendía. Se trasladó posteriormente a Madrid, donde asistió a las clases de violín con José del Hierro y de composición con Conrado del Campo. A esta etapa de Madrid corresponden sus primeras obras, algunas de ellas de calidad insuperable: el ballet La Maja Vestida (1919), el poema sinfónico Alba (1922) o las Tres piezas para piano (1923).
En 1923 gana el Premio Roma de la Academia de Bellas Artes de San Fernando con una cantata y una fuga y obtiene la beca que le permite trasladarse a Italia y estudiar en Roma con Gian Francesco Malipiero. De esta época son, entre otras, el motete Quam pulchri sunt para coro y orquesta (1925) o el Homenaje a Góngora (1927).
En 1928 regresa a Madrid y obtiene por oposición una plaza de viola en la Orquesta Sinfónica de Arbós. Se hace cargo, también, de la gerencia y de la dirección artística de la empresa Filmófono, lo que le permite poner música a varias películas y colaborar con directores de cine del prestigio de José Luis Sáenz de Heredia o Luis Buñuel.
En 1930 se presenta el Grupo de Madrid, bautizado también como Grupo del 31 o de la República. A él pertenecen Bacarisse, Bautista, Juan José Mantecón, Rosita García Ascot, los hermanos Rodolfo y Ernesto Halffter y Fernando Remacha, quien se convirtió en uno de los músicos más representativos de la Generación del 27.
La Guerra Civil truncó el esfuerzo y la ilusión de esta generación de compositores que se dispersó en distintos exilios. Unos huyeron fuera de España y otros, como Remacha, optaron por el exilio interior. Tras la Guerra Civil española volvió a Tudela y prácticamente abandonó la composición hasta los años cincuenta.[cita requerida]
Remacha consiguió por tres veces el Premio Nacional de Música: en 1932 con el Cuarteto para cuerda y piano; en 1938 con el Cuarteto para cuerda y el último en 1980.
En el conjunto de su obra merece la pena destacar algunas partituras que constituyen por sí solas hitos significativos en la música contemporánea española: los dos cuartetos, la cantata Jesucristo en la Cruz (Premio Iberoamericano de la Música Tomás Luis de Victoria en 1964), el motete Quam pulchri sunt, las Vísperas de San Fermín (1951), Concierto para guitarra y orquesta (1955), Rapsodia de Estella (1958), así como la obra para piano o la música coral.
En 1957 Fernando Remacha pone en marcha el Conservatorio Pablo Sarasate de Pamplona, que llegó a convertirse en una institución pedagógica ejemplar bajo su dirección. Fue profesor de la compositora pamplonesa Teresa Catalán.

## Premios
- 1932 - Premio Nacional de Música de España
- 1938 - Premio Nacional de Música de España
- 1980 - Premio Nacional de Música de España

## Reconocimientos y homenajes
- 1973. Doctor honoris causa por la Universidad de Navarra.
- id. Hijo Predilecto de Tudela, en sesión celebrada el 27 de octubre.[1]